# Catedral de San José (Búfalo)
La Catedral de San José  (en inglés: St. Joseph Cathedral) es un edificio religioso que se encuentra en el 50 de la calle Franklin, en el centro de Buffalo, Nueva York, al norte de Estados Unidos que es actualmente la iglesia catedral de la diócesis de Búfalo.
El primer obispo de Buffalo, John Timon, estableció San José en 1847 para ser la catedral de la nueva diócesis. Debido a la situación económica de la ciudad pudo recaudra fondos para construir una iglesia mientras estaba en Europa. El arquitecto de Nueva York Patrick C. Keely, que había trabajado con A. W. N. Pugin, fue elegido para diseñar la nueva iglesia. La primera piedra fue colocada el 6 de febrero de 1851. Durante la construcción una tormenta afectó a la ciudad fuera del lago Erie y destruyó varias viviendas en la zona. El Obispo Timon permitió a los residentes para establecer tiendas de campaña dentro de las paredes de la catedral durante varias semanas. La catedral era utilizable, pero no estaba completa, cuando se dedicó el 1 de julio de 1855. La torre sur se completó en el verano de 1862. El Obispo Timon consagró la catedral finalizada el 21 de agosto de 1863.

## Véase también

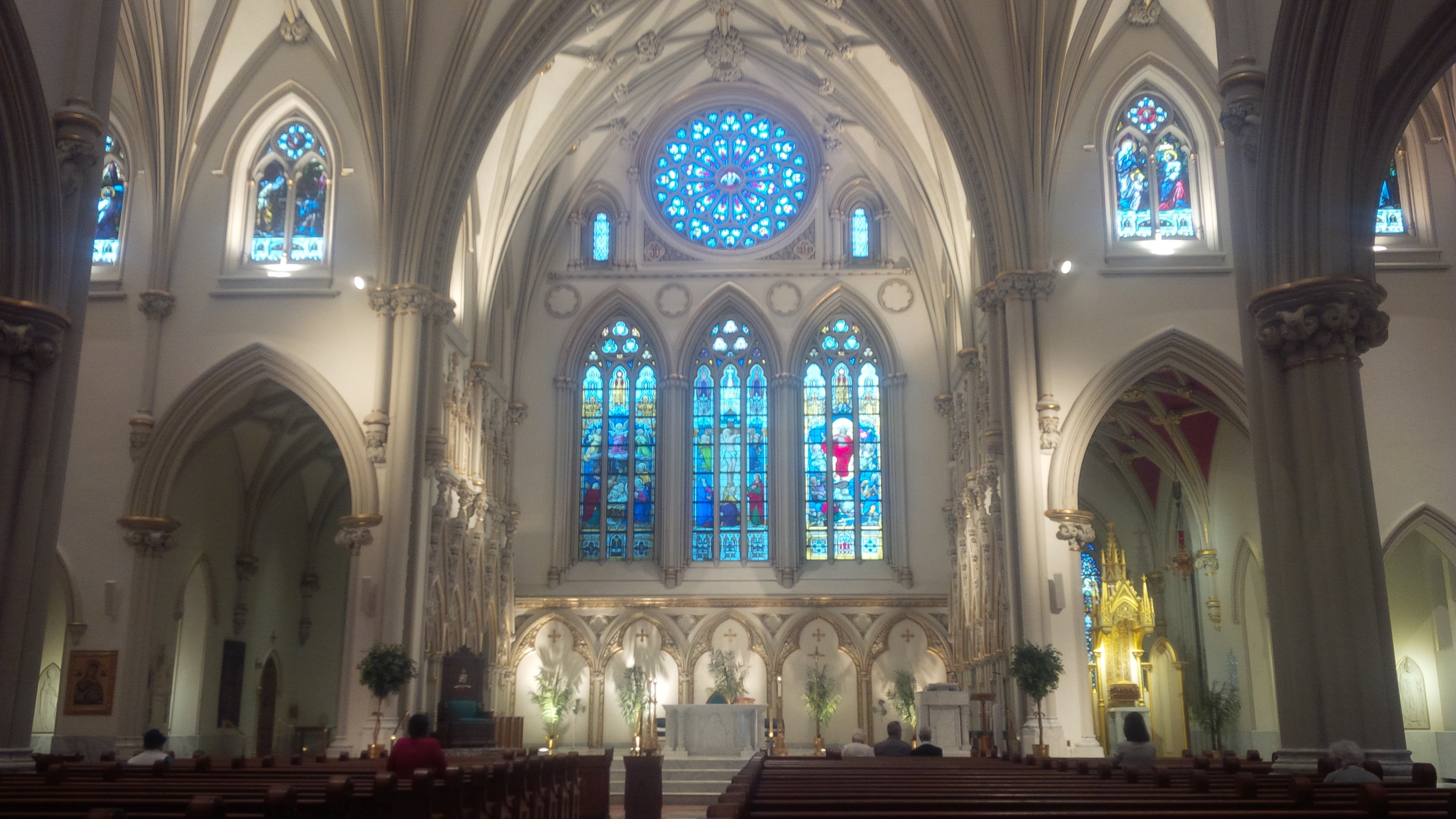
Vista interna